# Saint-Chinian (Weinbaugebiet)

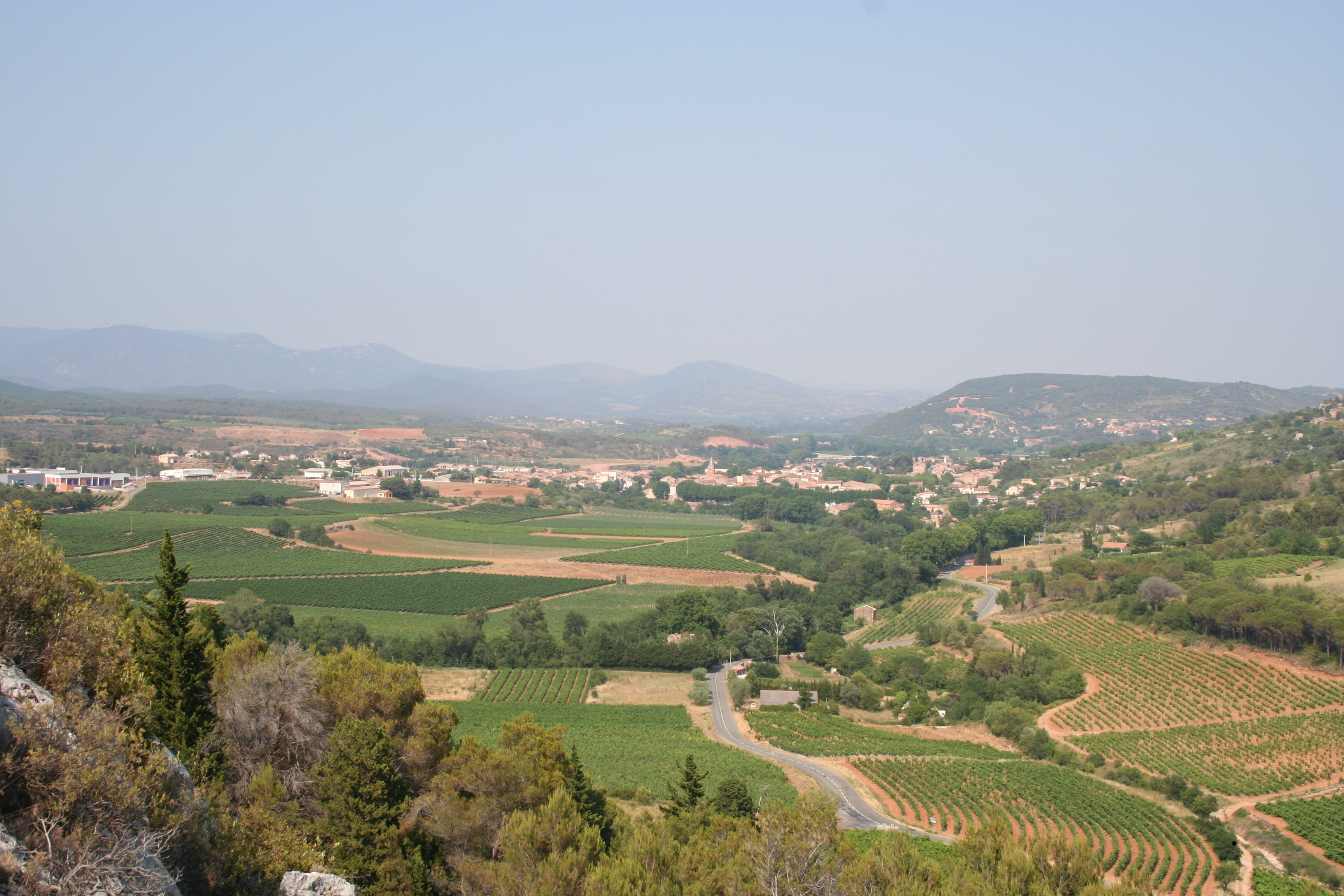
Blick auf Saint-Chinian und das Umland

Das Weinbaugebiet Saint-Chinian liegt zwischen den Appellationen Minervois (östlich) und Faugères (südwestlich) in der französischen Weinbau-Region Languedoc.

## Geschichte
Im Jahr 794 gründete der Benediktinermönch Anhan ein Kloster am linken Flussufer der Vernazobres. Das Kloster erhielt alsbald den Namen Sanch Ahan und wurde schließlich im Jahr 1102 in den Namen Saint-Chinian umbenannt. Trotz des schlechten Verhältnisses des Klosters zur Landbevölkerung konnte sich ein florierender Weinbau entwickeln. Der Wein war schon im 14. Jahrhundert im weiteren Umfeld berühmt. Dennoch stellte der ständig schwelende Konflikt mit dem Kloster ein bedeutendes Hemmnis in der Entwicklung der Region dar. Wichtige Erwerbsquellen waren daher bis in das 19. Jahrhundert die Herstellung von Tuchen sowie die Ansiedlung mehrerer Gerbereien. Durch schwere Überschwemmungen im Jahr 1875 wurden diese Industrien jedoch zerstört und nicht mehr aufgebaut. Es folgte eine Konzentration auf den Weinbau. Da das Gebiet sehr spät von der Reblaus-Katastrophe heimgesucht wurde, konnte man sich auf die notwendigen Veränderungen vorbereiten, so dass der Weinbau im Gegensatz zu anderen Regionen dadurch nicht zum Erliegen kam.

## Appellationen
Heute ist der Weinbau eine wichtige Einnahmequelle der Region. Seit dem 5. Mai 1982 verfügt das Gebiet über den Status einer Appellation d’Origine Contrôlée (kurz AOC). Die Weinberge umfassen ca. 2.800 Hektar bestockter Rebfläche in 20 Gemeinden im Département Hérault. Geographisch teilt sich der Bereich in den nördlichen höher gelegenen Teil mit Schieferböden und in den südlichen Teil mit Ton- und Kalksteinböden. Auf den saueren Schieferböden werden in der Regel fruchtigere und zugänglichere Weine erzeugt, während auf den Ton- und Kalksteinböden strukturiertere und tanninreiche Weine entstehen. Während 90 Tagen im Jahr fällt praktisch kein Regen, so dass die Reben sehr tief wurzeln, um ausreichend Feuchtigkeit aufnehmen zu können.
Die Jahresproduktion beläuft sich auf ca. 135.000 Hektoliter Wein, die sich zu 90 % auf Rotwein, 9,5 % Roséwein und 0,5 % Weißwein aufteilt. Im Gebiet sind 9 Winzergenossenschaften tätig, die zwei Drittel der Produktion darstellen. Den Rest teilen sich 100 selbstvermarktende Winzer. Wichtigste Exportländer sind Belgien (9360 Hektoliter), Dänemark (5.780 hl) und Kanada (4.850 hl). Seit dem Jahr 2004 wurden innerhalb dieser regionalen Appellation 2 kommunale, untergeordnete Weinbaugebiete definiert:
- Saint-Chinian Berlou
- Saint-Chinian Roquebrun

### Rebsorten
In der regionalen Appellation werden Rotwein und Rosé aus den Rebsorten Grenache (min. 20 %), Lledoner Pelut (min. 20 %), Mourvèdre (min. 10 %) und Syrah (min. 10 %) gekeltert. Der gemeinsame, minimale Anteil dieser vier Sorten beträgt seit 1998 60 %. Neben den vier Sorten sind noch die Sorten Carignan (Anteil max. 40 %) und/oder Cinsault (Anteil max. 30 %) zugelassen. Der Mindestalkoholgehalt beträgt 11 Vol.-%. Der Roséwein sollte zu einem großen Teil mittels der Saignée-Methode gewonnen werden. Während die Rotweine während 5–8 Jahren gelagert werden können und bei 15–16 °C Trinktemperatur genossen werden sollten, empfiehlt es sich, die Roséweine nach 1–2 Jahren Lagerung bei 8–10 °C zu trinken.
Für den Weißwein galt bis zum Jahr 2004 die Appellation Coteaux du Languedoc. Seitdem sind auch Weißweine unter dem Appellationsnamen Saint-Chinian erhältlich. Zugelassene Rebsorten sind die Hauptrebsorten Grenache Blanc (Anteil min. 30 %), Marsanne blanche, Roussanne und Vermentino. Der Wein besteht aus mindestens zwei Rebsorten, wobei der maximale Anteil einer Sorte 70 % nicht überschreiten darf. Daneben sind noch kleine Anteile der Sorten Bourboulenc, Carignan Blanc, Clairette Blanche und Macabeo erlaubt.

## Zugelassene Gemeinden
Assignan, Babeau-Bouldoux, Berlou, Causses-et-Veyran, Cazedarnes, Cébazan, Cessenon, Creissan, Cruzy, Ferrières-Poussarou, Murviel-lès-Béziers, Pierrerue, Prades-sur-Vernazobre, Puisserguier, Quarante, Roquebrun, Saint-Chinian, Saint-Nazaire-de-Ladarez, Vieussan und Villespassans.